# Was Frauen wollen
Was Frauen wollen (Originaltitel: What Women Want) ist eine US-amerikanische romantische Filmkomödie von Nancy Meyers aus dem Jahr 2000.

## Handlung
Nick Marshall lebt als Chauvinist, dem keine langfristige Beziehung mit einer Frau gelingt. Nun erwartet den geschiedenen Mitarbeiter der Werbeagentur Sloane Curtis in Chicago eine unangenehme Überraschung: Da die Agentur vermehrt weibliches Publikum ansprechen will, wird Darcy Maguire als neuer Creative Director eingestellt. Nick ist schockiert, weil er fest mit seiner eigenen Beförderung gerechnet und nun ausgerechnet gegen eine Frau verloren hat.
Bereits bei der ersten Besprechung präsentiert die sehr konsequent und dominant auftretende Chefin ihren Plan. Sie gibt ihren Angestellten ein Paket mit für Frauen hergestellten Produkten und verlangt kreative Ideen. Nick probiert daraufhin abends in seiner Wohnung zur Musik von Meredith Brooks’ Bitch u. a. Enthaarungsstreifen und Strumpfhose aus. Als er mit dem Fön in die Badewanne fällt und einen Stromschlag erhält, erfährt er eine seltsame Verwandlung: Am nächsten Morgen stellt Nick fest, dass er die Gedanken von Frauen hören kann.
Diese neue Gabe stört ihn zunächst, aber eine Eheberaterin rät ihm, seine Fähigkeit als Chance zu betrachten – schließlich sei er nun der einzige „Frauenversteher“ weltweit. Nick hat nun Erfolg auf allen Ebenen. Er erweist sich als fürsorglicher Vater, der seiner Tochter Alex ein Kleid für den Abschlussball kauft, und beeindruckt seine Geliebte Lola mit seiner Sexualität. Am wichtigsten ist für ihn jedoch der berufliche Fortschritt. Er „belauscht“ Darcy und stiehlt ihre Ideen, ohne dass sie ihm auf die Schliche kommt. Damit verhilft er seiner angeschlagenen Agentur zu einem lukrativen Vertrag mit Nike.
Daraufhin entlässt sein Chef Dan Wanamaker Darcy und befördert ihn zum Creative Director. Da Nick sich jedoch mittlerweile in seine Konkurrentin verliebt hat, gesteht er Dan, dass er Darcys Ideen gestohlen hat, und setzt sich dafür ein, dass Darcy ihren Posten zurückerhält. Als er die Bürobotin Erin aufsuchen will, um sie von einem vermeintlichen Selbstmordversuch abzuhalten, gerät er in ein Unwetter und erhält einen weiteren Stromschlag, durch den er seine besondere Fähigkeit wieder verliert. Erin bekommt nun den langersehnten Job als Schreiberin angeboten, den Nick ihr in der Vergangenheit verwehrt hat.
Obwohl er nun die Gabe nicht mehr hat Frauengedanken zu hören, kann er seine Tochter, die von ihrem Freund Cameron hintergangen wurde, erfolgreich trösten. Dann besucht er Darcy und gesteht ihr, dass er sie ausgenutzt hat und dass er sie liebt – er endet seinen Monolog damit, dass nicht er sie, sondern sie ihn retten müsse. Darcy schweigt, Nick würde nun gerne hören, was Darcy denkt, aber nach einer langen Pause feuert sie ihn. Er akzeptiert ihre Entscheidung und interpretiert diese ebenso als eine persönliche Absage an ihn. Als er ihre Wohnung durch das Stiegenhaus enttäuscht verlässt, geht sie ihm nach und fragt ihn, ob es damit zu Ende sei, was er verneint. Daraufhin meint Darcy sie würde doch nicht dem Mann, den sie liebt, die Rettung verwehren, um die er bittet. Nick nennt sie daraufhin „mein Held“ und die beiden küssen sich. Ob Nick wirklich gefeuert wird, bleibt offen.

## Kritiken
Der Film erhielt gemischte Kritiken und erreichte bei Rotten Tomatoes eine Bewertung von 54 %, basierend auf 124 Kritiken. Bei Metacritic konnte ein Metascore von 47, basierend auf 33 Kritiken, erzielt werden.
Der Film wurde als „eine gelungene romantische Komödie“ und als „spritzige Komödie“ (in der Zeitschrift Cinema 2/2001) bezeichnet. Die Darstellung von Mel Gibson wurde stark gelobt.
Das Lexikon des internationalen Films zitierte aus der Zeitschrift film-dienst 4/2001, der Film sei eine „wenig originelle Komödie, die uninspiriert mit den gängigen Klischeebildern der Geschlechterrollen kokettiert“. Er lasse „kaum einmal Raum für Zwischentöne“.

## Auszeichnungen
Mel Gibson wurde für die Filmpreise Golden Globe und Blockbuster Entertainment Award nominiert. Helen Hunt gewann den Blockbuster Entertainment Award. Marisa Tomei wurde für den Blockbuster Entertainment Award und den Golden Satellite Award nominiert. Mark Feuerstein wurde für den Blockbuster Entertainment Award nominiert. Ashley Johnson wurde für den Young Artist Award nominiert.
Der Film erhielt die Goldene Leinwand, die Goldene Leinwand mit einem Stern, den Bogey Award in Platin und wurde für den Saturn Award nominiert. Er wurde auch für den Artios Award der Casting Society of America nominiert.
Alan Silvestri gewann den ASCAP Film and Television Music Award.
In Deutschland wurde der Film für über 5 Millionen Kinobesucher in 50 Tagen mit dem Bogey in Platin ausgezeichnet.

## Hintergründe
Die männlichen Eigenschaften, die Mel Gibson in der Szene im Meetingroom als besonders begehrenswert aufzählt, beruhen auf einer Umfrage von Vanity Fair (Ausgabe 8/1997). Unter den meistgenannten Eigenschaften waren Einfühlungsvermögen, Humor, Treue und Sportlichkeit. Die häufigste Antwort wird jedoch im Film nicht genannt: Intimhygiene.
Der Film wurde in Chicago, in Culver City, in Los Angeles und in Beverly Hills gedreht. Die Produktionskosten betrugen schätzungsweise 70 Millionen US-Dollar. Der Film spielte weltweit ca. 374,1 Millionen US-Dollar ein, darunter ca. 182,8 Millionen US-Dollar in den Kinos der USA. Er hatte in Deutschland ca. 6,4 Millionen Kinobesucher.
Der Name der Werbeagentur, für die Nick Marshall arbeitet, ist Sloan, Curtis & Co. Dies ist dieselbe Agentur, für die J. C. Wiatt (Diane Keaton) im Film Baby Boom – Eine schöne Bescherung von 1987 arbeitet.
2019 erschien mit Was Männer wollen ein Remake mit vertauschten Geschlechterrollen.